# Paduvilayi
Paduvilayi es una ciudad censal situada en el distrito de Kannur en el estado de Kerala (India). Su población es de 20598 habitantes (2011).

## Demografía
Según el censo de 2011 la población de Paduvilayi era de 20598 habitantes, de los cuales 9748 eran hombres y 10850 eran mujeres. Paduvilayi tiene una tasa media de alfabetización del 95,44%, superior a la media estatal del 94%: la alfabetización masculina es del 97,74%, y la alfabetización femenina del 93,40%.